# Montelius från Uppland
Montelius från Uppland är en av flera svenska släkter med namnet Montelius.
Johan Montelius (1683–1768) tog namnet Montelius i unga år. Han var son till bonden Hans Månsson (levde 1714) från Holmbro by i Skogs-Tibble socken i Uppland. Johan Montelius var kyrkoherde i Edebo församling och kontraktsprost. Genom sonen Augustin Montelius (1736–1816), kontraktsprost, hade han sonsönerna Harald Montelius (1775–1818), kronobokhållare, som bildade släktens äldre gren, och Augustin Montelius (1777–1822), kamrerare, som bildade släktens yngre gren.

## Stamtavla över kända medlemmar
- Hans Månsson (levde 1714), bonde
  - Johan Montelius (1683–1768), präst
    - Per (Montelius) Montell (1727–1797), major, stamfader för släkten Montell
    - Augustin Montelius (1736–1816), präst
      - Harald Montelius (1775–1818), kronobokhållare, bildade släktens äldre gren
        - Knut Johan Montelius (1852–1923), pastor, psalmförfattare
          - Augustin Montelius (1884–1940), konstnär, teckningslärare
            - Olle Montelius (1923–2015), scenograf, tecknare, gift med Gunda Montelius, ogift Kvist, textilkonstnär

          - Hjalmar Montelius (1891–1980), revisor
            - Bo Montelius (född 1933), skådespelare
              - Hans Montelius (född 1966), manusförfattare, regissör

            - Mons Montelius (född 1938), universitetslektor
              - Martin Jonols (född 1960), författare
              - Magnus Montelius (född 1965), författare och miljörådgivare
              - Martina Montelius (född 1975), dramatiker (mor Kristina Lugn)[2]

          - Anna-Greta Montelius (1904–1999), gift med Anders Ångström, meteorolog
            - Brit Ångström (1924–2006), skådespelare, gift med Olof Eklund, skådespelare
              - Jakob Eklund (född 1962), skådespelare, sambo med Marie Richardson, skådespelare

            - Leif Ångström (1932–2013), gift med Anita Ekström, skådespelare

      - Augustin Montelius (1777–1822), kamrerare, bildade släktens yngre gren
        - Oscar Montelius (1811–1894), hovrättsråd
          - Oscar Montelius (1843–1921), fornforskare, kulturhistoriker, professor, gift med Agda Montelius, ogift Reuterskiöld, filantrop och kvinnosaksförkämpe
          - Henning Montelius (1847–1909), häradshövding
            - Alvar Montelius (1880–1949), häradshövding
              - Jan-Christian Montelius (1922–2011), departementsråd

            - Agnes Montelius (1882–1969), gift med Gösta Eberstein, jurist
              - Christian Eberstein (1910–1988), direktör

            - Oscar Montelius (1885–1950), häradshövding

          - Wilhelm Montelius (1852–1918), vice häradshövding
            - Carl Montelius (1881–1954), civilingenjör, uppfinnare, företagsledare
              - Torsten Montelius (1907–1990), civilingenjör, företagsledare
                - Göran Montelius (född 1936), ingenjör
                  - Maria Montelius (född 1964), sambo med Jonas Fredén, konstnär

## Ej tillhörig denna släkt
- Sture Montelius (1895–1976), sjöofficer[3]